# Bingelkruid
Bingelkruid (Mercurialis) is een geslacht uit de wolfsmelkfamilie (Euphorbiaceae). Het geslacht omvat zowel kruidachtige planten als overblijvende, verhoutende planten. Er zijn afhankelijk van het taxonomische gezichtspunt acht tot tien soorten die in Europa voorkomen. Een soort komt in Azië voor.

## Synoniemen
- Cynocrambe Hill
- Discoplis Raf.
- Synema Dulac

## Soorten
- Mercurialis annua (Tuinbingelkruid)
- Mercurialis huetii
- Mercurialis corsica
- Mercurialis elliptica
- Mercurialis reverchonii
- Mercurialis tomentosa
- Mercurialis perennis (Bosbingelkruid)
- Mercurialis ovata
- Mercurialis leiocarpa

... · 
Acalypha · 
Adriana · 
Agrostistachys · 
Alchornea · 
Aleurites · 
Anthostema · 
Blachia · 
Chrozophora · 
Cnidosculus · 
Croton · 
Dalechampia · 
Euphorbia (Wolfsmelk) · 
Hevea · 
Hieronyma · 
Hippomane · 
Homalanthus · 
Hura · 
Hylandia · 
Jatropha · 
Mabea · 
Macaranga · 
Mallotus · 
Manihot · 
Mercurialis (Bingelkruid) · 
Plukenetia · 
Ricinus · 
Sebastiania · 
Shirakiopsis · 
Tragia · 
...